# Apterepilissus analavelonae
Apterepilissus analavelonae là một loài bọ cánh cứng trong họ Bọ hung (Scarabaeidae).